# Dicentria quirosia
Dicentria quirosia är en fjärilsart som beskrevs av William Schaus 1921. Dicentria quirosia ingår i släktet Dicentria och familjen tandspinnare. Inga underarter finns listade i Catalogue of Life.